# Wereldkampioenschap hockey mannen 2010
Het twaalfde wereldkampioenschap hockey voor mannen vond in 2010 plaats van 28 februari tot en met 13 maart in New Delhi, India. Australië werd voor de tweede keer wereldkampioen.

## Kwalificatie
De vijf continentale kampioenen en het gastland waren direct geplaatst voor de eindronde. Europa kreeg drie extra plaatsen gebaseerd op de wereldranglijst na afloop van de Olympische Spelen van Peking. De resterende drie plaatsen waren voor de winnaars van de drie kwalificatietoernooien.
Tussen haakjes staat de positie op de wereldranglijst direct voorafgaand aan het toernooi.
| Data                       | Toernooi                                                                                 | Locatie                     | Gekwalificeerd                                      |
| -------------------------- | ---------------------------------------------------------------------------------------- | --------------------------- | --------------------------------------------------- |
| Gastland                   | Gastland                                                                                 | Gastland                    | India (12)                                          |
| 7–15 maart 2009            | Pan-Amerikaans kampioenschap 2009                                                        | Santiago, Chili             | Canada (11)                                         |
| 9–16 mei 2009              | Aziatisch kampioenschap 2009                                                             | Kuantan, Maleisië           | Zuid-Korea (5)                                      |
| 10–18 juli 2009            | Afrikaans kampioenschap hockey 2009                                                      | Accra, Ghana                | Zuid-Afrika (13)                                    |
| 22–30 augustus 2009        | Europees kampioenschap 2009                                                              | Amsterdam, Nederland        | Engeland (6) Duitsland (1) Nederland (4) Spanje (3) |
| 25–29 augustus 2009        | Oceanisch kampioenschap 2009                                                             | Invercargill, Nieuw-Zeeland | Australië (2)                                       |
| 31 oktober–8 november 2009 | Kwalificatietoernooi 2009 (Pakistan, Japan, Polen, Frankrijk, Rusland, Italië)           | Lille, Frankrijk            | Pakistan (7)                                        |
| 7–15 november 2009         | Kwalificatietoernooi 2009 (Nieuw-Zeeland, China, Maleisië, Oostenrijk, Schotland, Wales) | Invercargill, Nieuw-Zeeland | Nieuw-Zeeland (8)                                   |
| 14–22 november 2009        | Kwalificatietoernooi 2009 (Argentinië, België, Chili, Tsjechië, Ierland, VS)             | Quilmes, Argentinië         | Argentinië (14)                                     |

## Uitslagen
alle tijden zijn Indian Standard Time (UTC +5:30)

### Eerste ronde
Groep A
| Team          | GS | W | G | V | DV | DT | DS  | Ptn |
| ------------- | -- | - | - | - | -- | -- | --- | --- |
| Duitsland     | 5  | 3 | 2 | 0 | 19 | 9  | 10  | 11  |
| Nederland     | 5  | 3 | 1 | 1 | 15 | 5  | 10  | 10  |
| Zuid-Korea    | 5  | 3 | 1 | 1 | 16 | 8  | 8   | 10  |
| Argentinië    | 5  | 2 | 0 | 3 | 9  | 11 | −2  | 6   |
| Nieuw-Zeeland | 5  | 2 | 0 | 3 | 8  | 12 | −4  | 6   |
| Canada        | 5  | 0 | 0 | 5 | 6  | 28 | −22 | 0   |

| 1 maart 2010 16:35               |           |                       |                                                                               |
| Nieuw-Zeeland                    | 3 - 2     | Canada                | Dhyan Chand National Stadium Scheidsrechters: Satinder Kumar Marcelo Servetto |
| Bhana 11' Haig 47' Archibald 67' | (verslag) | Pearson 2' Wright 20' | Dhyan Chand National Stadium Scheidsrechters: Satinder Kumar Marcelo Servetto |

| 1 maart 2010 18:35 |           |                                   |                                                                      |
| Duitsland          | 2 - 2     | Zuid-Korea                        | Dhyan Chand National Stadium Scheidsrechters: Ged Curran Tim Pullman |
| Fuchs 50' Weß 58'  | (verslag) | Hyun Hye-Sung 3' Nam-Yong Lee 15' | Dhyan Chand National Stadium Scheidsrechters: Ged Curran Tim Pullman |

| 1 maart 2010 20:35  |           |            |                                                                            |
| Nederland           | 3 - 0     | Argentinië | Dhyan Chand National Stadium Scheidsrechters: David Gentles Hamish Jameson |
| Taekema 13' 35' 60' | (verslag) |            | Dhyan Chand National Stadium Scheidsrechters: David Gentles Hamish Jameson |

| 3 maart 2010 16:35 |           |                                                      |                                                                          |
| Canada             | 0 - 6     | Duitsland                                            | Dhyan Chand National Stadium Scheidsrechters: David Gentles Hong Lae Kim |
|                    | (verslag) | Weß 3' Montag 21' Müller 22' Häner 27' Fuchs 58' 63' | Dhyan Chand National Stadium Scheidsrechters: David Gentles Hong Lae Kim |

| 3 maart 2010 18:35 |           |             |                                                                               |
| Argentinië         | 1 - 2     | Zuid-Korea  | Dhyan Chand National Stadium Scheidsrechters: Christian Blasch Satinder Kumar |
| Callioni 53'       | (verslag) | Nam 62' 70' | Dhyan Chand National Stadium Scheidsrechters: Christian Blasch Satinder Kumar |

| 3 maart 2010 20:35 |           |                                       |                                                                            |
| Nieuw-Zeeland      | 1 - 3     | Nederland                             | Dhyan Chand National Stadium Scheidsrechters: Marcelo Servetto John Wright |
| Burrows 1'         | (verslag) | Brouwer 2' Taekema 6' Hertzberger 27' | Dhyan Chand National Stadium Scheidsrechters: Marcelo Servetto John Wright |

| 5 maart 2010 16:35 |           |                        |                                                                             |
| Zuid-Korea         | 1 - 2     | Nieuw-Zeeland          | Dhyan Chand National Stadium Scheidsrechters: Gary Simmondds Satinder Kumar |
| Lee 70'            | (verslag) | Hayward 4' Couzins 22' | Dhyan Chand National Stadium Scheidsrechters: Gary Simmondds Satinder Kumar |

| 5 maart 2010 18:35                                         |           |        |                                                                       |
| Nederland                                                  | 6 - 0     | Canada | Dhyan Chand National Stadium Scheidsrechters: Hong Lae Kim Ged Curran |
| Taekema 40' , 57' Brouwer 42' Hofman 48' , 55' Reckers 53' | (verslag) |        | Dhyan Chand National Stadium Scheidsrechters: Hong Lae Kim Ged Curran |

| 5 maart 2010 20:35                |           |                                |                                                                       |
| Duitsland                         | 4 - 3     | Argentinië                     | Dhyan Chand National Stadium Scheidsrechters: Roel van Eert Andy Mair |
| Zwicker 5' 14' Witthaus Häner 51' | (verslag) | Vila 6' Paredes 34' Ibarra 55' | Dhyan Chand National Stadium Scheidsrechters: Roel van Eert Andy Mair |

| 7 maart 2010 16:35                                         |           |                |                                                                           |
| Zuid-Korea                                                 | 9 - 2     | Canada         | Dhyan Chand National Stadium Scheidsrechters: Colin Huthison Simon Taylor |
| Nam 23' 67' Jang 35+' 42' 61' Lee 38' Yoon 40' You 41' 63' | (verslag) | Wright 42' 51' | Dhyan Chand National Stadium Scheidsrechters: Colin Huthison Simon Taylor |

| 7 maart 2010 18:35 |           |              |                                                                              |
| Nieuw-Zeeland      | 0 - 1     | Argentinië   | Dhyan Chand National Stadium Scheidsrechters: Christian Blasch Gary Simmonds |
|                    | (verslag) | Callioni 55' | Dhyan Chand National Stadium Scheidsrechters: Christian Blasch Gary Simmonds |

| 7 maart 2010 20:35  |           |                          |                                                                       |
| Duitsland           | 2 - 2     | Nederland                | Dhyan Chand National Stadium Scheidsrechters: David Gentles Andy Mair |
| Korn 44' Montag 63' | (verslag) | Jolie 23' De Nooijer 65' | Dhyan Chand National Stadium Scheidsrechters: David Gentles Andy Mair |

| 9 maart 2010 16:35                                    |           |                         |                                                                     |
| Duitsland                                             | 5 - 2     | Nieuw-Zeeland           | Dhyan Chand National Stadium Scheidsrechters: Andy Mair John Wright |
| Menke 15' Fuchs 28' Witte 47' Fürste 63' Witthaus 64' | (verslag) | McAleese 51' Wilson 54' | Dhyan Chand National Stadium Scheidsrechters: Andy Mair John Wright |

| 9 maart 2010 18:35 |           |                |                                                                        |
| Nederland          | 1 - 2     | Zuid-Korea     | Dhyan Chand National Stadium Scheidsrechters: David Gentles Ged Curran |
| Brouwer 1'         | (verslag) | Woo 31' Ho 45' | Dhyan Chand National Stadium Scheidsrechters: David Gentles Ged Curran |

| 9 maart 2010 20:35     |           |                                             |                                                                           |
| Canada                 | 2 - 4     | Argentinië                                  | Dhyan Chand National Stadium Scheidsrechters: Hamish Jameson Hong Lae Kim |
| Tupper 60' Jameson 65' | (verslag) | Vila 29' Paredes 43' Almada 56' Argento 70' | Dhyan Chand National Stadium Scheidsrechters: Hamish Jameson Hong Lae Kim |

Groep B
| Team        | GS | W | G | V | DV | DT | DS  | Ptn |
| ----------- | -- | - | - | - | -- | -- | --- | --- |
| Australië   | 5  | 4 | 0 | 1 | 23 | 6  | 17  | 12  |
| Engeland    | 5  | 4 | 0 | 1 | 17 | 12 | 5   | 12  |
| Spanje      | 5  | 3 | 0 | 2 | 12 | 8  | 4   | 9   |
| India       | 5  | 1 | 1 | 3 | 13 | 17 | −4  | 4   |
| Zuid-Afrika | 5  | 1 | 1 | 3 | 13 | 28 | −15 | 4   |
| Pakistan    | 5  | 1 | 0 | 4 | 9  | 16 | −7  | 3   |

| 28 februari 2010 16:35 |           |                                     | |
| Zuid-Afrika            | 2 - 4     | Spanje                              | Dhyan Chand National Stadium Scheidsrechters: Roel van Eert Colin Hutchinson * *vervangen door Amarjit Singh na 20 minuten |
| Hykes 16' Haley 30'    | (verslag) | Oliva 19' 21' Garza 45' Quemada 60' | Dhyan Chand National Stadium Scheidsrechters: Roel van Eert Colin Hutchinson * *vervangen door Amarjit Singh na 20 minuten |

| 28 februari 2010 18:35 |           |                              |                                                                             |
| Australië              | 2 - 3     | Engeland                     | Dhyan Chand National Stadium Scheidsrechters: Christian Blasch Hong Lae Kim |
| Dwyer 24', 66'         | (verslag) | Jackson 25' Tindall 34', 45' | Dhyan Chand National Stadium Scheidsrechters: Christian Blasch Hong Lae Kim |

| 28 februari 2010 20:35                      |           |           |                                                                     |
| India                                       | 4 - 1     | Pakistan  | Dhyan Chand National Stadium Scheidsrechters: John Wright Andy Mair |
| Shivendra 27' Sandeep 35', 57' Prabhjot 37' | (verslag) | Abbas 65' | Dhyan Chand National Stadium Scheidsrechters: John Wright Andy Mair |

| 2 maart 2010 16:35                         |           |                                                             |                                                                        |
| Zuid-Afrika                                | 4 - 6     | Engeland                                                    | Dhyan Chand National Stadium Scheidsrechters: Tim Pullman Simon Taylor |
| Harper 10' 53' Norris-Jones 25' McDade 67' | (verslag) | Mantell 15' 57' Moore 23' Jackson 43' Catlin 50' Mackay 51' | Dhyan Chand National Stadium Scheidsrechters: Tim Pullman Simon Taylor |

| 2 maart 2010 18:35 |           |            |                                                                           |
| Pakistan           | 2 - 1     | Spanje     | Dhyan Chand National Stadium Scheidsrechters: Gary Simmonds Roel van Eert |
| Haseem 29' 67'     | (verslag) | Alegre 65' | Dhyan Chand National Stadium Scheidsrechters: Gary Simmonds Roel van Eert |

| 2 maart 2010 20:35   |           |                                                             |                                                                    |
| India                | 2 - 5     | Australië                                                   | Dhyan Chand National Stadium Scheidsrechters: Ged Curran Andy Mair |
| Pillay 35' Singh 53' | (verslag) | De Young 2' Turner 10 (SC)' 43' Abbott 26' Doerner 42 (SC)' | Dhyan Chand National Stadium Scheidsrechters: Ged Curran Andy Mair |

| 4 maart 2010 16:35 |           |                                                                                                |                                                                          |
| Zuid-Afrika        | 0 - 12    | Australië                                                                                      | Dhyan Chand National Stadium Scheidsrechters: Simon Taylor Hamish Jamson |
|                    | (verslag) | Doerner 16' 34' 49' 66' 68' Turner 20' 62' Abbott 26' Kavanagh 35' Butturini 44' Dwyer 52' 54' | Dhyan Chand National Stadium Scheidsrechters: Simon Taylor Hamish Jamson |

| 4 maart 2010 18:35                                   |           |                     |                                                                            |
| Engeland                                             | 5 - 2     | Pakistan            | Dhyan Chand National Stadium Scheidsrechters: Christian Blasch Tim Pullman |
| Tindall 20' Jackson 32' Middleton 52' 65' Clarke 62' | (verslag) | Abbasi 45' Butt 49' | Dhyan Chand National Stadium Scheidsrechters: Christian Blasch Tim Pullman |

| 4 maart 2010 20:35   |           |                                              |                                                                         |
| India                | 2 - 5     | Spanje                                       | Dhyan Chand National Stadium Scheidsrechters: John Wright David Gentles |
| Singh 39' Chandi 43' | (verslag) | Sala 19' Amat 35' Quemada 41', 67' Oliva 42' | Dhyan Chand National Stadium Scheidsrechters: John Wright David Gentles |

| 6 maart 2010 16:35     |           |        |                                                                      |
| Australië              | 2 - 0     | Spanje | Dhyan Chand National Stadium Scheidsrechters: John Wright Ged Curran |
| Doerner 20' Turner 60' | (verslag) |        | Dhyan Chand National Stadium Scheidsrechters: John Wright Ged Curran |

| 6 maart 2010 18:35                      |           |                              |                                                                          |
| Zuid-Afrika                             | 4 - 3     | Pakistan                     | Dhyan Chand National Stadium Scheidsrechters: Tim Pullman Hamish Jameson |
| Carr 38' Haley 41' Paton 46' Harper 54' | (verslag) | Butt 6' Imran 68' Ahmad 70+' | Dhyan Chand National Stadium Scheidsrechters: Tim Pullman Hamish Jameson |

| 6 maart 2010 20:35   |           |                             |                                                                                  |
| India                | 2 - 3     | Engeland                    | Dhyan Chand National Stadium Scheidsrechters: Christian Blasch Marcello Servetto |
| Chandi 54' Singh 57' | (verslag) | Tindall 16' Jackson 42' 47' | Dhyan Chand National Stadium Scheidsrechters: Christian Blasch Marcello Servetto |

| 8 maart 2010 16:35    |           |          |                                                                          |
| Spanje                | 2 - 0     | Engeland | Dhyan Chand National Stadium Scheidsrechters: Tim Pullman Satinder Kumar |
| Quemada 35' Tubau 64' | (verslag) |          | Dhyan Chand National Stadium Scheidsrechters: Tim Pullman Satinder Kumar |

| 8 maart 2010 18:35 |           |           |                                                                             |
| Australië          | 2 - 1     | Pakistan  | Dhyan Chand National Stadium Scheidsrechters: Marcelo Servetto Gary Simonds |
| Abbott 38' 68'     | (verslag) | Abbas 24' | Dhyan Chand National Stadium Scheidsrechters: Marcelo Servetto Gary Simonds |

| 8 maart 2010 20:35                      |           |                                            |                                                                           |
| India                                   | 3 - 3     | Zuid-Afrika                                | Dhyan Chand National Stadium Scheidsrechters: Amarjit Singh Roel van Eert |
| Sarwanjit 17' Diwakar 25' Shivender 65' | (verslag) | Norris-Jones 7' Reid-Ross 39' A. Smith 48' | Dhyan Chand National Stadium Scheidsrechters: Amarjit Singh Roel van Eert |

### Kruisingswedstrijden
Halve finales
| 11 maart 2010 18:05                   |           |           |                                                                         |
| Duitsland                             | 4 - 1     | Engeland  | Dhyan Chand National Stadium Scheidsrechters: David Gentles John Wright |
| Montag 6' Korn 11' Häner 31' Butt 60' | (verslag) | Smith 19' | Dhyan Chand National Stadium Scheidsrechters: David Gentles John Wright |

| 11 maart 2010 20:35    |           |             |                                                                          |
| Australië              | 2 - 1     | Nederland   | Dhyan Chand National Stadium Scheidsrechters: Andy Mair Christian Blasch |
| Doerner 27' Turner 55' | (verslag) | Taekema 58' | Dhyan Chand National Stadium Scheidsrechters: Andy Mair Christian Blasch |

### Plaatsingswedstrijden
Om de 11e/12e plaats
| 11 maart 2010 15:35                    |                       |                 |                                                                             |
| Canada                                 | 3 - 2 (na extra tijd) | Pakistan        | Dhyan Chand National Stadium Scheidsrechters: Simon Taylor Colin Hutchinson |
| Grimes 12' Pearson 58' Tupper 83' (GG) | (verslag)             | Butt 4' Ali 46' | Dhyan Chand National Stadium Scheidsrechters: Simon Taylor Colin Hutchinson |

Om de 9e/10e plaats
| 12 maart 2010 15:35            |                                           |                                                       |                                                                             |
| Nieuw-Zeeland                  | 4 - 4 (na extra tijd) 5 - 4 (strafballen) | Zuid-Afrika                                           | Dhyan Chand National Stadium Scheidsrechters: Hamish Jameson Satinder Kumar |
| Inglis 40' Hayward 42' 49' 70' | (verslag)                                 | Reid-Ross 4' Norris-Jones 45' T.Paton 50' Hammond 57' | Dhyan Chand National Stadium Scheidsrechters: Hamish Jameson Satinder Kumar |

Om de 7e/8e plaats
| 12 maart 2010 18:05                   |           |                                       |                                                                        |
| Argentinië                            | 4 - 2     | India                                 | Dhyan Chand National Stadium Scheidsrechters: Tim Pullman kim Hong Lae |
| Argento 28' Vila 43' 45' Callioni 46' | (verslag) | Sandeep Singh 43' Shivendra Singh 49' | Dhyan Chand National Stadium Scheidsrechters: Tim Pullman kim Hong Lae |

Om de 5e/6e plaats
| 12 maart 2010 20:35 |           |              |                                                                        |
| Zuid-Korea          | 0 - 2     | Spanje       | Dhyan Chand National Stadium Scheidsrechters: Ged Curran Roel van Eert |
|                     | (verslag) | Amat 1', 32' | Dhyan Chand National Stadium Scheidsrechters: Ged Curran Roel van Eert |

Om de 3e/4e plaats
| 13 maart 2010 16:05          |           |                                                     |                                                                               |
| Engeland                     | 3 - 4     | Nederland                                           | Dhyan Chand National Stadium Scheidsrechters: Marcello Servetto Gary Simmonds |
| Brogdon 23' Jackson 30', 34' | (verslag) | De Nooijer 22' Taekema 48' Vermeulen 55' Hofman 67' | Dhyan Chand National Stadium Scheidsrechters: Marcello Servetto Gary Simmonds |

Finale
| 13 maart 2010 20:35 |           |                         |                                                                     |
| Duitsland           | 1 - 2     | Australië               | Dhyan Chand National Stadium Scheidsrechters: Andy Mair John Wright |
| Fürste 48'          | (verslag) | Ockenden 6' Doerner 60' | Dhyan Chand National Stadium Scheidsrechters: Andy Mair John Wright |

| Wereldkampioen 2010    |
| ---------------------- |
|                        |
| Australië Tweede titel |

## Eindrangschikking
| rang   | land          |
| ------ | ------------- |
| Goud   | Australië     |
| Zilver | Duitsland     |
| Brons  | Nederland     |
| 4      | Engeland      |
| 5      | Spanje        |
| 6      | Zuid-Korea    |
| 7      | Argentinië    |
| 8      | India         |
| 9      | Nieuw-Zeeland |
| 10     | Zuid-Afrika   |
| 11     | Canada        |
| 12     | Pakistan      |

## Ereprijzen
Topscorers
- Luke Doerner
- Taeke Taekema

Beste speler
- Guus Vogels

Beste doelman
- Guus Vogels

Beste verdediger
- Maximilian Müller

Fair Play Trophy
- Nieuw-Zeeland